# Populär Poesi
Populär Poesi är en svensk tidskrift om poesi. Den grundades 2009 av Peter Nyberg och Peter Björkman.[källa behövs] Den behandlar poesi utifrån ett pedagogiskt och förklarande perspektiv.[källa behövs]
Tidskriften startades som blogg men efter ett bidrag från Svenska Akademien 2013 började den tryckas i två dubbelnummer per år. 2014 blev Populär Poesi nominerad till Sveriges bästa kulturtidskrift av Föreningen för Sveriges Kulturtidskrifter. Med start 2017 kommer Populär Poesi ut i fyra tryckta nummer per år.